# 義太夫節
義太夫節（ぎだゆうぶし）とは、江戸時代前期、大坂の竹本義太夫がはじめた浄瑠璃の一種。略して義太夫（ぎだゆう）ともいう。国の重要無形文化財。

## 概説
17世紀末に成立し、播磨節、嘉太夫節、小唄などを融合した豪快で華麗な曲節が特徴。近代では豊竹山城少掾が芸格を広めた（山城風）。人形浄瑠璃の伴奏に、またそれを元にした歌舞伎の義太夫狂言（丸本歌舞伎）の伴奏に用いられる。なお、浄瑠璃は義太夫節のことであるという説明が往々にして見られるが、これは誤りである。義太夫節はあくまでも浄瑠璃の一流派であって、同一のものではない。
- 成立については、項目浄瑠璃を参照。
- 人形浄瑠璃および文楽における位置づけについては、項目文楽を参照。

## 主要現行演目

### 時代物
- 芦屋道満大内鑑（葛の葉）
- 伊賀越道中双六（伊賀越）
- 一谷嫩軍記（一の谷）
- 妹背山婦女庭訓（妹背山）
- いろは仮名四十七訓（弥作の鎌腹）
- いろは物語（貧女の一燈）
- 絵本太功記（太功記）
- 奥州安達原（安達原）
- 近江源氏戦陣館（近江源氏）
- 大江山酒呑童子（酒呑童子）
- 大塔宮曦鎧（身替り音頭）
- 加賀見山旧錦絵（鏡山）
- 加々見山廓写本（鳥井又助）[注釈 1]

### 世話物
近松門左衛門の作品。
- 冥途の飛脚（梅川忠兵衛）
- 大経師昔暦（おさん茂兵衛）
- 鑓の権三重帷子（鑓の権三）
- 博多小女郎浪枕（毛剃）
- 心中天網島（天網島）
- 女殺油地獄
- 曽根崎心中（お初徳兵衛）

他の作者の作品。
- 伊勢音頭恋寝刃（伊勢音頭）
- 五十年忌歌念仏（お夏清十郎）
- 新版歌祭文（お染久松）
- 伊達娘恋緋鹿子（八百屋お七）
- 東海道四谷怪談（四谷怪談）
- 夏祭浪花鑑（夏祭）

### 景事物（舞踊曲）
- 二人三番叟
- 蝶の道行

## 演出面から見た人形浄瑠璃と丸本歌舞伎
この分野での研究は、まだ緒に就いたばかりである。現在、文楽（人形浄瑠璃）と歌舞伎の義太夫節は、人的に別の流れである。